# Красна Поляна (Арзамаський район)
Красна Поляна (рос. Красная Поляна) — присілок в Арзамаському районі Нижньогородської області Російської Федерації.
Населення становить 9 осіб. Входить до складу муніципального утворення Чернухинська сільрада.

## Історія
Від 2009 року входить до складу муніципального утворення Чернухинська сільрада.

## Населення
| 1999 | 2002 | 2010 |
| ---- | ---- | ---- |
| 64   | ↘35  | ↘9   |